# Doggerbanki csata (1696)
Az 1696. június 17-én lezajlott doggerbanki csata (franciául: Bataille du Dogger Bank, hollandul: Slag bij de Doggersbank) a pfalzi örökösödési háború egyik tengeri összecsapása volt, melynek során hét francia fregatt és néhány kisebb egység megtámadott egy nagy kereskedelmi konvojt és az őket kísérő öt holland fregattot. A harcban a franciák kerekedtek felül és a kereskedelmi flottának nagy károkat okoztak.

## A csata
E napon Jean Bart francia privatér egy 112 kereskedelmi hajóból álló holland konvojra bukkant a Dogger-pad (Doggerbank) közelében, melyeket öt fregatt kísért. A franciáknak több hajója és több ágyúja volt, mint a hollandoknak, hajóik legénysége tapasztalt tengerészekből állt és ráadásul egy kivételes képességű parancsnokuk volt, így a csata kimenetele nem volt kétséges. A francia hajókat sürgette, hogy az angolok értesültek jelenlétükről és John Benbow tengernagy vezetésével egy nagy hajórajt küldtek a keresésükre.
A csata délután hét körül kezdődött, mikor Jean Bart zászlóshajójával a Maure-ral megtámadta a holland zászlóshajót, a Raadhuis-van-Haarlemet. A hollandok három órán át keményen harcoltak, míg a kapitányuk el nem esett. Ekkor a zászlóshajó megadta magát és így tett a négy másik fregatt is.
Jean Bart elfogott és felgyújtott 25 kereskedelmi hajót, míg Benbow 18 hajója fel nem tűnt a láthatáron. A francia hajók ekkor Dánia irányába menekültek, ahol júliusig maradtak, majd az ellenséges hajók blokádján átjutva szeptember 27-én 1200 fogollyal a fedélzetükön Dunkerque-be hajóztak.

## A csatában részt vevő hajók
| - Maure, fregatt (54 ágyús), Jean Bart zászlóshajója (vesztesége 15 halott és 16 sebesült) - Adroit, fregatt (44) - Mignon, fregatt (44) - Jersey, fregatt (40) - Comte, fregatt (40) - Alcyon, fregatt (38) - Milfort, fregatt (36) - Tigre, gyújtóhajó - Saint Jean, hosszú hajó (szlúp) - Deux Frères, hosszú hajó (szlúp) - Lamberly, 8 ágyús hajó - Bonne Espérance, 6 ágyús hajó | - Raadhuis-van-Haarlem, 44 ágyús fregatt, Rutger Bucking zászlóshajója, elfogták, felgyújtották - Comte de Solnis, fregatt (38), elfogták - Wedam, fregatt (38), elfogták és felgyújtották - Ismeretlen fregatt (24), elfogták és felgyújtották - Ismeretlen fregatt (24), elfogták és felgyújtották - 112 kereskedelmi hajó, közülük 25-öt elfogtak és felgyújtottak |

## Fordítás
- Ez a szócikk részben vagy egészben  a   Battle of Dogger Bank (1696) című angol Wikipédia-szócikk fordításán alapul.  Az eredeti cikk szerkesztőit annak laptörténete sorolja fel. Ez a jelzés csupán a megfogalmazás eredetét és a szerzői jogokat jelzi, nem szolgál a cikkben szereplő információk forrásmegjelöléseként.